# Jiu Jitsu
Jiu Jitsu je debitantski studijski album slovenske alternativne rock skupine Psycho-Path, izdan leta 1997 v samozaložbi. V oddaji Studio City (TV Slovenija) je bil proglašen za album meseca, leta 1998 pa je bil s strani redakcije Radia Študent proglašen za album leta 1997.
Izdaji albuma je sledila dvoletna turneja po Evropi: nastopili so na Beach Bum Rock festivalu pri Benetkah v Italiji (nosilci manjšega odra), nastopili so samostojno in na raznih festivalih v Sloveniji, Avstriji, Nemčiji in Švici. Bili so tudi predskupina na koncertu Faith No More 19. novembra 1997 v Ljubljani. Naslednje leto so nastopili še na A&M festivalu v Pulju in na največjem vzhodnoevropskem festivalu Pepsi Sziget v Budimpešti na Madžarskem na glavnem odru.
Slika na naslovnici albuma je Bizarre No. 11 iz leta 1952 fotografa Johna Willieja.

## Pesmi
Pesem »I Remember« je priredba, v izvirni izvedbi jo izvaja ameriška elektronska skupina Suicide. Izšla je kot B stran singla »Cheree« leta 1978, napisala pa sta jo vokalist Alan Vega in klaviaturist Martin Rev.
Pesem »Dehydrated« je bila ena najbolj zaželenih pesmi na koncertih in je bila tudi izdana kot singl v obliki videospota.

## Seznam pesmi
Vse pesmi je napisala skupina Psycho-Path, razen kjer je to navedeno.
1. »United Fuckers« – 2:57
2. »Dehydrated« – 2:53
3. »Breather on the Phone« – 5:25
4. »White Knuckles« – 5:01
5. »Chug-a-Lug« – 3:34
6. »Replay Summer Night in Summer« – 3:32
7. »Sex Doll« – 2:37
8. »Uniform« – 5:56
9. »Ow, Eddy« – 3:53
10. »I Remember« (Alan Vega, Martin Rev) – 1:36
11. »Big Tuna« – 1:41

## Zasedba

### Psycho-Path
- Melanija Fabčič - Melée — vokal
- Denis Oletič — kitara
- Jernej Šavel — kitara
- Janez Žlebič — bas kitara
- Matej Šavel — bobni
- Štefan Kovač - Pipi — zvočni tehnik (v živo), snemanje

### Ostali
- Hannes Jaeckl (kot "J. Kell") — produkcija, snemanje, miksanje, mastering
- Andreas Wildbein — snemanje, miksanje, mastering